# Tossal de la Mata
El Tossal de la Mata és una muntanya de 1.717 metres que es troba al municipi d'Alàs i Cerc, a la comarca de l'Alt Urgell.